# Lola Índigo
Miriam Doblas Muñoz (Granada, 1 de abril de 1992), mais conhecida pelo seu nome artístico Lola Índigo, é uma cantora e dançarina espanhola. A cantora ganhou reconhecimento nacional pela primeira vez em 2017, ao ficar em décimo sexto lugar na nona temperada do talent show espanhol Operación Triunfo . Após sair do programa, a cantora assinou um contrato com a Universal Music e lançou seu single de estreia "Ya No Quiero Ná", que se tornou um sucesso em seu país, alcançando a terceira posição na parada musical da PROMUSICAE e vendendo mais de cem mil cópias, sendo certificado como três vezes platina. Sua curta, mas intensa carreira musical, lhe rendeu vários prêmios, como o MTV Europe Music Awards de "Melhor Artista Espanhol" em 2019.

## Início de vida
Doblas nasceu em abril de 1992 em Madrid, mas foi criada em Huétor-Tájar, uma pequena cidade na província de Granada, onde se sente nativa. Ela se interessou pelas artes plásticas desde cedo, destacando sua faceta como bailarina e coreógrafa. Ela trabalhou como professora de dança e participou de alguns musicais. Em 2010, ela entrou no programa de televisão espanhol Fama Revolution, da Cuatro. Mais tarde, ela  também a bailarina de apoio de artistas como Chris Brown, Miguel Bosé, Enrique Iglesias, Marta Sánchez, The Baseballs e mais de fora da Espanha, mais concretamente na China, onde ela morou por três anos, e em Los Angeles, onde teve aulas de canto e se formou mais profissionalmente.
Em julho de 2017, ela fez uma audição para o Operación Triunfo, um talent show espanhol que vai ao ar no canal de televisão La 1, após um hiato de seis anos. O programa começou em outubro de 2017 e tornou-se um dos fenômenos sociais mais espetaculares da Espanha em memória recente. Seu canal no YouTube recebeu mais de 561 milhões de visualizações de outubro a fevereiro de 2018 e se tornou o espaço mais comentado no Twitter da Espanha, superando a série norte-americana Game of Thrones. Depois de seu fim, os concorrentes se tornaram celebridades nacionais instantâneas.

## Carreira

### 2017–2018:Operación Triunfo
Em outubro de 2017, a cantora participou do talent show Operación Triunfo. Ela saiu na terceira semana, onde se classificou em décimo sexto lugar. Após deixar o programa, ela fez alguns concertos em Barcelona e Madrid, onde também se apresentou como uma DJ amadora. Em janeiro de 2018, ela realizou o seu primeiro concerto oficial na Sala Prince, em Granada, que se esgotou. Ela cantou o hino do OT2017, "Camina", no Premios Forqué de 2018, um prêmio profissional de cinema e televisão, junto com seus colegas concorrentes. A Universal Music convidou Doblas a formar um grupo com outras três concorrentes do OT que deveria ser chamar "Delta", o que ela recusou depois que nenhuma canção funcionou para este projeto. Doblas co-dirigiu uma turnê de 23 datas com seus 15 colegas do reality show de março a dezembro de 2018. A turnê (denominada OT 2017 en concierto) contou com a presença de mais de 300.000 pessoas e visitou as maiores arenas e estádios da Espanha, como o Palau Sant Jordi e o Estádio Santiago Bernabéu. Em setembro de 2018, ela entrou no concurso de imitação televisiva Tu Cara Me Suena, onde ficou em quarto lugar. Em dezembro, ela cantou o jingle da campanha de Natal da Coca-Cola "El Mundo Entero" ao lado de Aitana, Ana Guerra, Raoul Vázquez e Agoney.

### 2018–2019:Akelarre
Em junho de 2018, Doblas anunciou seu nome artístico "Lola Índigo". Lola Índigo, entretanto, foi anunciada pela primeira vez como um supergrupo formado por Doblas e quatro bailarinas: Mónica Peña, Saydi Lubanzadio, Laura Ruiz e Claudia Riera. Esta banda iria misturar canto e dança com trap, reggaeton e funk. Em 20 de julho de 2018, ela lançou seu primeiro single "Ya No Quiero Ná", através da Universal Music. A música, produzida pelo músico belga Bruno Valverde em Segovia, tornou-se um sucesso instantâneo na Espanha graças a seu ritmo contagiante e letra feminista. Estreou no número três no chart da PROMUSICAE, sendo esta sua posição de pico. O vídeo musical de "Ya No Quiero Ná" teve um orçamento muito baixo; foi filmado no parque Juan Carlos I, em Madrid, com uma estética urbana e muito cuidadosa na qual a dança é a protagonista. Recebeu mais de um milhão de visualizações em um único dia. Em abril de 2020, a canção foi certificada três vezes platina. A Universal Music expandiu seu contrato para lançar seu primeiro álbum de estúdio. Em novembro de 2018 ela embarcou em sua primeira turnê solo chamada "Índigo Tour", que começou em 3 de novembro em Granada e terminou em 23 de março de 2019 em Toledo, compreendendo 17 concertos.
Ao longo de 2018, ela começou a moldar seu álbum de estreia. Em dezembro, ela lançou seu segundo single "Mujer Bruja" em parceria com a cantora Mala Rodríguez. A faixa atingiu a sexta posição na Espanha. Ela anunciou que seu álbum teria um "tema de bruxa". Nesse mesmo mês, ela colaborou com vários artistas no remix de "Borracha", de Yera, e também lançou o remix de "Ya No Quiero Ná" com Joey Montana e Charly Black. No início de 2019, ela colaborou com a Movistar+ e o Fama a Bailar, e cantou a música-tema "Fuerte" para a edição de 2019 do programa. Ela também trabalhou como treinadora regular no reality show e se apresentou algumas vezes. Em abril, colaborou com a Mediaset e cantou a canção principal do filme Lo Dejo Cuando Quiera, intitulada "El Humo". Estas duas canções foram lançadas como singles promocionais de seu álbum de estreia. No mesmo mês, ela lançou "Maldición" com o rapper colombiano Lalo Ebratt. Em 17 de maio de 2019, seu álbum Akelarre (escrito em espanhol errado para "sabbath de bruxas") foi lançado após vários adiantamentos. Estreou na primeira posição das paradas espanholas. Sua respectiva turnê começou em 4 de maio, em Sevilha, e terminou em 30 de novembro, em Girona, totalizando 33 concertos.
Em 7 de junho, ela colaborou com Aitana na canção "Me Quedo", que foi lançada como single em 28 de junho. Em 31 de julho de 2019, Índigo lançou "Lola Bunny" em parceria com o rapper espanhol Don Patricio. Seu ritmo otimista e som urbano rápido renderam à canção a quarta posição na tabela da PROMUSICAE. Em 8 de agosto, ela colaborou com o grupo Cupido no remix da canção "Autoestima", que foi constantemente executada pela MTV. Em outubro de 2019, ela abriu dois concertos para o megastar colombiano Sebastián Yatra no Equador e fez um showcase em Bogotá. Em 6 de dezembro, ela encerrou a era 'Akelarre' com uma nova canção, "Luna". O show, intitulado "Akelarre: la Noche de las Brujas", estava programado para 2 de maio de 2020, mas foi adiado devido à atual pandemia de coronavírus.

### 2020–presente: Segundo álbum de estúdio
Em 27 de março de 2020, Índigo lançou "4 Besos" com Rauw Alejandro e Lalo Ebratt, o single principal de seu segundo álbum. Em maio, uma segunda colaboração com Mala Rodríguez intitulada "Problemas" foi lançada como faixa no sexto álbum de estúdio de Rodríguez, Mala. Em 10 de junho, o single promocional "Mala Cara" foi lançado em download digital e streaming, e apresentado na gala final do Operación Triunfo de 2020. Durante a temporada de verão, Indigo lançou diferentes colaborações. Em julho, ela se uniu ao cantor urbano espanhol Rvfv em "Trendy", que teve seu próprio challenge no TikTok e funcionou bem nas paradas. Em 28 de agosto, sua colaboração com as cantoras mexicanas e chilenas Danna Paola e Denise Rosenthal, intitulada "Santería", foi lançada online, atingindo a 15ª posição na tabela da PROMUSICAE e se tornou um dos vinte maiores sucessos no Chile. Em setembro, Indigo entrou na Hot 100 da Argentina pela primeira vez após lançar "High (Remix)" ao lado das cantoras argentinas María Becerra e Tini. A faixa foi nomeada "Melhor Remix Latino de Verão de 2020" pela Billboard. Em novembro, participou do single "La Trita", da cantora Belén Aguilera.

## Discografia

### Álbuns de estúdio
| Álbum                                                                          | Detalhes                                                                                               | Melhores posições |
| Álbum                                                                          | Detalhes                                                                                               | ESP               |
| ------------------------------------------------------------------------------ | --- | ----------------- |
| Akelarre                                                                       | - Lançamento: 17 de maio de 2019 - Gravadora: Universal Music Espanha - Formatos: CD, download digital | 1                 |
| "—" denota títulos que não entraram nas paradas ou não foram lançados no país. | |                   |

### Singles
| Canção                                                                         | Ano  | Melhores posições | Melhores posições | Melhores posições | Melhores posições | Melhores posições | Certificações            | Álbum                     |
| Canção                                                                         | Ano  | ESP               | ARG               | CHI               | ECU               | COL               | Certificações            | Álbum                     |
| ------------------------------------------------------------------------------ | ---- | ----------------- | ----------------- | ----------------- | ----------------- | ----------------- | ------------------------ | ------------------------- |
| "Ya No Quiero Ná"                                                              | 2018 | 3                 | —                 | —                 | —                 | —                 | - PROMUSICAE: 3× Platina | Akelarre                  |
| "Mujer Bruja" (com Mala Rodríguez)                                             | 2018 | 6                 | —                 | —                 | —                 | —                 | - PROMUSICAE: 2× Platina | Akelarre                  |
| "Maldición" (com Lalo Ebratt)                                                  | 2019 | 21                | —                 | —                 | —                 | 80                | - PROMUSICAE: Ouro       | Akelarre                  |
| "Me Quedo" (com Aitana)                                                        | 2019 | 6                 | —                 | —                 | —                 | —                 | - PROMUSICAE: Platina    | Spoiler                   |
| "Lola Bunny" (com Don Patricio)                                                | 2019 | 4                 | —                 | —                 | —                 | —                 | - PROMUSICAE: 2× Platina | ASA                       |
| "Luna"                                                                         | 2019 | 64                | —                 | —                 | —                 | —                 |                          | ASA                       |
| "4 Besos" (com Rauw Alejandro e Lalo Ebratt)                                   | 2020 | 7                 | —                 | —                 | 50                | —                 | - PROMUSICAE: 2x Platina | ASA                       |
| "Trendy" (com Rvfv)                                                            | 2020 | 9                 | —                 | —                 | —                 | —                 | - PROMUSICAE: Platina    | ASA                       |
| "Santería" (com Danna Paola e Denise Rosenthal)                                | 2020 | 15                | —                 | 10                | —                 | —                 | - PROMUSICAE: Ouro       | ASA                       |
| "High (Remix)" (com María Becerra e Tini)                                      | 2020 | 62                | 2                 | —                 | —                 | —                 |                          | Adicionado à nenhum álbum |
| "Cómo te va?" (com Beret)                                                      | 2020 | 17                | —                 | —                 | —                 | —                 |                          | ASA                       |
| "La Tirita" (com Belén Aguilera)                                               | 2020 | 45                | —                 | —                 | —                 | —                 |                          | ASA                       |
| "—" denota títulos que não entraram nas paradas ou não foram lançados no país. |      |                   |                   |                   |                   |                   |                          |                           |

#### Singles promocionais
| Canção      | Ano  | Posições | Álbum    |
| Canção      | Ano  | ESP      | Álbum    |
| ----------- | ---- | -------- | -------- |
| "Fuerte"    | 2019 | 48       | Akelarre |
| "El Humo"   | 2019 | 58       | Akelarre |
| "Mala Cara" | 2020 | 97       | ASA      |

### Outras canções que entraram nas tabelas musicais
| Canção                              | Ano  | Posições | Álbum    |
| Canção                              | Ano  | ESP      | Álbum    |
| ----------------------------------- | ---- | -------- | -------- |
| "Subliminal" (com Maikel Delacalle) | 2019 | 75       | Akelarre |

### Outras aparições
| Canção               | Ano  | Outro(s) artista(s)                       | Álbum                     |
| -------------------- | ---- | ----------------------------------------- | ------------------------- |
| "Borracha (Remix)"   | 2018 | Yera, Juan Magán, De La Ghetto            | Adicionado à nenhum álbum |
| "El Mundo Entero"    | 2018 | Agoney, Ana Guerra, Raoul Vazquez, Aitana | Adicionado à nenhum álbum |
| "Sensación de Vivir" | 2019 | Morat, Natalia Lacunza, Lalo Ebratt       | Adicionado à nenhum álbum |
| "Autoestima" (Remix) | 2019 | Cupido, Alizzz                            | Adicionado à nenhum álbum |
| "Problemas"          | 2020 | Mala Rodríguez                            | Mala                      |
| "Lento RMX"          | 2020 | Boro Boro, Mambolosco                     | Caldo                     |

## Prêmios e indicações

### LOS40 Music Awards
| Ano  | Categoria           | Trabalho indicado | Resultado |
| ---- | ------------------- | ----------------- | --------- |
| 2019 | Novo Artista do Ano | Ela mesma         | Venceu    |
| 2019 | Video do Ano        | "Me Quedo"        | Indicada  |
| 2020 | Melhor Videoclipe   | "4 Besos"         | Indicada  |

### MTV Europe Music Awards
| Ano  | Categoria               | Trabalho indicado | Resultado |
| ---- | ----------------------- | ----------------- | --------- |
| 2019 | Melhor Artista Espanhol | Ela mesma         | Venceu    |

## Turnês
- Índigo Tour (2018–2019)
- Akelarre Tour (2019–2021)